# Matías Prats Luque
Matías Prats Luque (Madrid, 14 de novembre de 1950) és un periodista espanyol, igual que el seu pare, Matías Prats Cañete, i el seu fill, Matías Prats Chacón

## Biografia
Matías Prats es Llicenciat en Dret i en periodisme per la Universitat CEU San Pablo. Va començar a l'emissora de radio La Voz de Madrid.
Com a periodista esportiu va estar present en esdeveniments com els Jocs Olimpis; Mundials de futbol.
En 1900 va dirigir en TVE Estudio Estadio, on va ser presentador entre 1981 i 1993.
En 1991 s'incorpora com presentador de la primera edició del Telediari de Televisió Espanyola
El 23 de juliol de 1998, Matías deixa TVE per passar a Antena 3, per presentar la primera edició de noticies, des del 15 de gener de 2001, fins al 13 de setembre de 2002 amb Olga Viza.
Des del 16 de setembre de 2002 fins al 9 de setembre de 2014, va presentar "Noticias 2", primer amb Susanna Griso, fins a juliol de 2003 i a continuació en solitari fins a 2008.
Des del 15 de setembre de 2008 i fins a juliol de 2009 i després entre el 3 de setembre de 2012 fins al 9 de setembre de 2014, va presentar amb: Mónica Carrillo.
Aquesta edició de "Noticias 2", va estar dirigida per: Óscar Vázquez des del 16 de setembre de 2002 fins a agost de 2009 i després per Alejandro Dueñas fins al 9 de setembre de 2014.
Des del 13 de setembre de 2014, presenta Noticias Fin de Semana amb Monica Carrillo. Sota la direcció de: Miguel Sayagués, des de setembre de 2014; Óscar Vázquez, de març de 2015 a juliol de 2016; Alejandro Dueñas, de setembre de 2014 a març de 2015; tornant al setembre de 2016.
Entre 2006 i 2009 va compaginar la presentació de la segona edició de les notícies amb la del Territorio Champions. 
Al setembre de 2015, Atresmedia recupera els drets de la Lliga de Campions, i s'encarrega de presentar els Previs i els Post-partits.
És conegut al món publicitari per anunciar per a Grup ING.
El dia 28 de gener de 2008 va presentar el seu informatiu nombre 7.000 en televisió.
És membre del jurat del Premi Príncep d'Asturias
En 2014 va rebre en Boiro, el Premi Exxpopress Honorifico 2014 atorgat pel Club Exxpopress
També va plantar i va apadrinar un arbre amb el seu nom en el Parque de la Comunicacion de Boiro, l'únic d'Espanya creat per periodistes
Des de novembre de 2015 fins al 27 de febrer de 2016, el presentador va estar de baixa per un despreniment de retina. Durant aquests 3 mesos i mig, Mónica Carrillo es va encarregar de les labors de presentació en solitari.

## Trajectòria per televisió
- Redacción Noche (1975-1991) en La 2 (Col·laborador).
- Fútbol de Primera (1994-1998) en La 1.
- Solo goles (1994-1998) en La 1.
- Estudio Estadio (1981-1993) en La 1.
- Telenotícies 1 (1991-1998) en La 1.
- Antena 3 Notícies (1998-present) en Antena 3.[4]
- Territori Champions (2007-2009) en Antena 3.[4]
- Champions Total (2015-2018) en Antena 3

## Premis i nominacions
| Premis                      | Any  | Categoria                                         | Resultat  |
| --------------------------- | ---- | ------------------------------------------------- | --------- |
| Premis ATV                  | 2017 | Millor Presentador de Programes Informatius       | Guanyador |
| Premis ATV                  | 2014 | Millor Presentador de Programes Informatius       | Guanyador |
| Premis ATV                  | 2013 | Millor Presentador de Programes Informatius       | Guanyador |
| Premis ATV                  | 2012 | Millor Presentador de Programes Informatius       | Nominat   |
| Premis ATV                  | 2009 | Millor Presentador de Programes Informatius       | Nominat   |
| Premis ATV                  | 2008 | Millor Presentador de Programes Informatius       | Nominat   |
| Premis ATV                  | 2007 | Millor Comunicador de Programes Informatius       | Guanyador |
| Premis ATV                  | 2006 | Millor Comunicador de Programes Informatius       | Guanyador |
| Premis ATV                  | 2005 | Millor Comunicador de Programes Informatius       | Guanyador |
| Premis ATV                  | 2004 | Millor Comunicador de Programes Informatius       | Guanyador |
| Premis ATV                  | 2003 | Millor Comunicador de Programes Informatius       | Nominat   |
| Premis ATV                  | 2002 | Millor Comunicador de Programes Informatius       | Nominat   |
| Premis ATV                  | 2001 | Millor Comunicador de Programes Informatius       | Guanyador |
| Premis ATV                  | 2000 | Millor Comunicador de Programes Informatius       | Nominat   |
| Premis ATV                  | 1999 | Millor Comunicador de Programes Informatius       | Guanyador |
| Premi Ondas                 | 1996 | Nacionals de Televisió: Millor labor professional | Guanyador |
| TP d'Or                     | 2011 | Millor Presentador d'Informatius                  | Guanyador |
| TP d'Or                     | 2010 | Millor Presentador d'Informatius                  | Guanyador |
| TP d'Or                     | 2009 | Millor Presentador d'Informatius                  | Guanyador |
| TP d'Or                     | 2008 | Millor Presentador d'Informatius                  | Guanyador |
| TP d'Or                     | 2007 | Millor Presentador d'Informatius                  | Guanyador |
| TP d'Or                     | 2006 | Millor Presentador d'Informatius                  | Guanyador |
| TP d'Or                     | 2005 | Millor Presentador d'Informatius                  | Guanyador |
| TP d'Or                     | 2004 | Millor Presentador d'Informatius                  | Guanyador |
| TP d'Or                     | 2003 | Millor Presentador d'Informatius                  | Guanyador |
| Premis Protagonistes        | 2002 | Protagonista de l'any en Periodisme               | Guanyador |
| Premis FesTVal              | 2011 | Premi Joan Ramón Mainat                           | Guanyador |
| Premi Nacional de Televisió | 2017 | Televisió                                         | Guanyador |